# Sedlec u Radonic

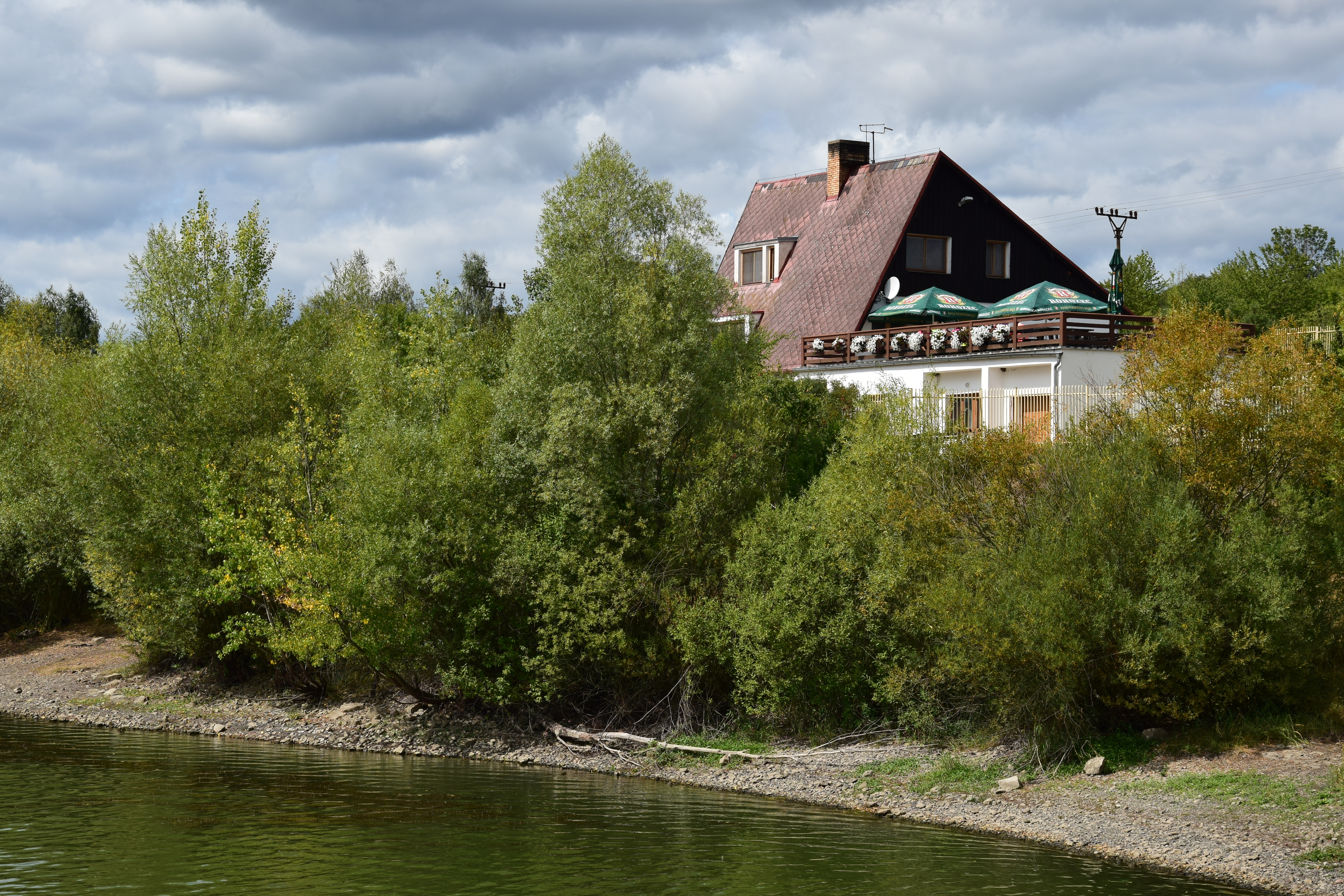
Pension Sedlec u Radonic

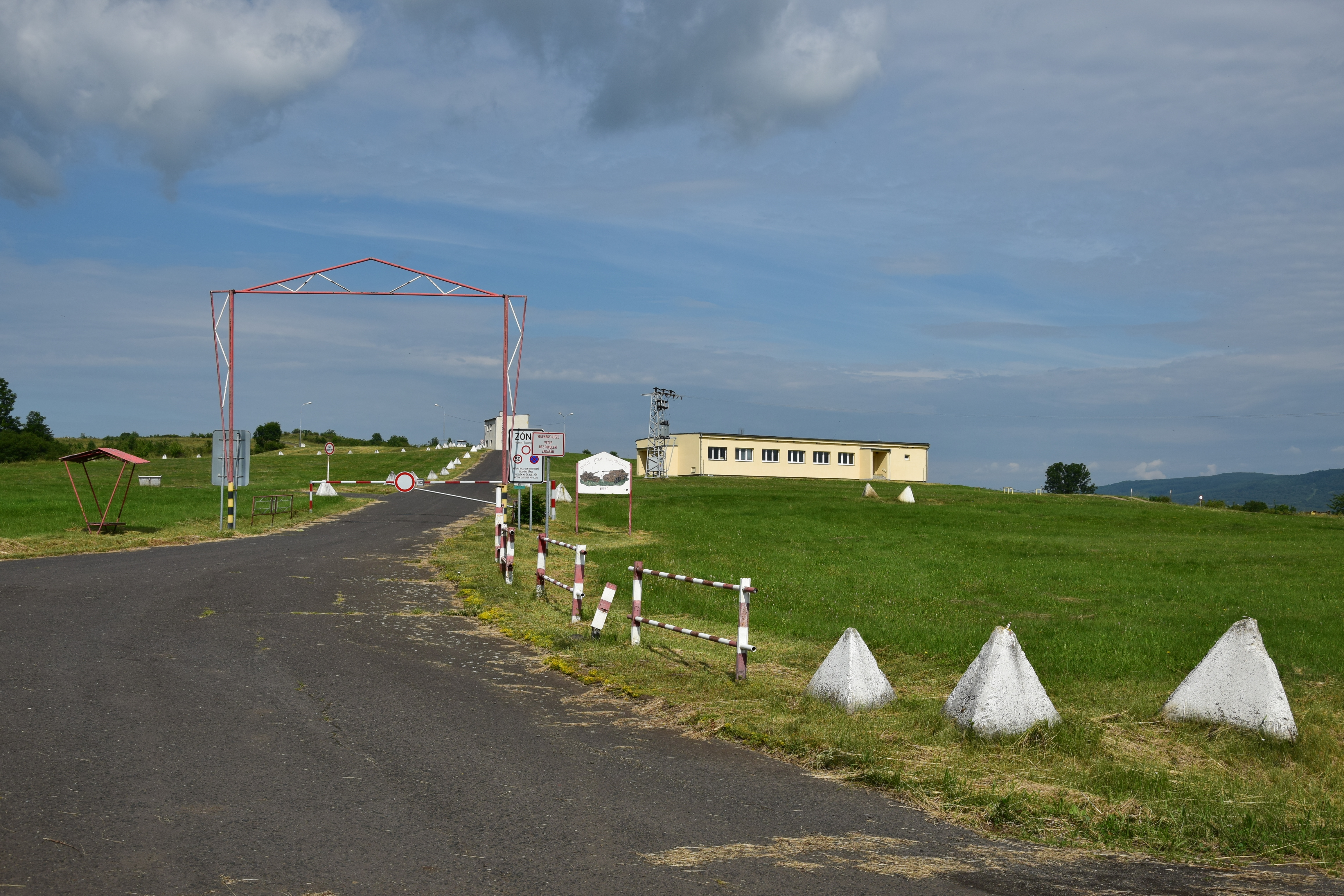
Einfahrt zum Truppenübungsplatz, am linken Bildrand die ehemalige Dorfstelle

Sedlec u Radonic, bis 1954 Sedlec (deutsch Zettlitz), ist ein Ortsteil der Gemeinde Radonice (Radonitz) in Tschechien. Die heutige Einschicht liegt zwölf Kilometer südlich von Kadaň (Kaaden) und gehört zum Okres Chomutov. Die wüste Dorfstelle von Sedlec▼ befindet sich anderthalb Kilometer südwestlich auf dem Truppenübungsplatz Hradiště im Okres Karlovy Vary. 

## Geographie
Das ehemalige Platzdorf Sedlec befand sich in den östlichen Ausläufern des Duppauer Gebirges linksseitig über dem Tal des Baches Dubá (Duba). Nördlich erhebt sich der Sedlecký kopec (457 m n.m.), im Nordosten der Nad Hájenkou (495 m n.m.), östlich die Houština (Buschberg; 531 m n.m.), im Süden die Dubá (In der Tuba; 558 m n.m.), südwestlich die Dubina (Eichberg; 730 m n.m.), der Turečský vrch (Hutberg; 722 m n.m.) und die Doupovské strážiště (Saarer Berg; 718 m n.m.) sowie im Westen der V Pastvinách (Toter Mann; 527 m n.m.) und die Obrovická hora (Woberner Berg bzw. Wetterberg; 604 m n.m.). Gegen Osten erstreckt sich das Waldgebiet Mašťovský les (Marktbusch) bis nach Mašťov (Maschau).
Nachbarorte waren Kadaňský Rohozec (Böhmisch Rust) im Norden, Vojnín (Wohnung) und Radechov (Radigau) im Nordosten, Vojtěchov (Adalbertihof) und Mašťov im Osten, Dobřenec (Dobrenz) im Südosten, Konice (Kunitz) im Süden, Tureč (Turtsch) im Südwesten, Trmová (Dürmaul) im Westen sowie Hluboká (Tiefenbach), Žebletín (Sebeltitz), Kyselka (Sauerbrunn) und Obrovice (Wobern) im Nordwesten.

## Geschichte
Die erste urkundliche Erwähnung von Sedlec erfolgte 1420, als König Sigismund das Dorf den Prager Kreuzherren mit dem Roten Stern überschrieb. Das Dorf lag im Tal des Duba-Baches an einem alten Handelsweg, der von Vintířov und Radonice nach Trmová ins Duppauer Gebirge führte und bei Duppau auf den Luditzer Steig stieß. Seit dem Ende des 15. Jahrhunderts gehörte Sedlec zum Gut Vojnín. Im Jahre 1535 erwarb Albrecht Schlik die Feste Vojnín mit dem Meierhof, den Dörfern Vojnín und Sedlec sowie Anteilen an vier weiteren Dörfern von Peter von Vojnín. Schlik führte 1545 in Sedlcz einen Wegzoll ein. Im Jahre 1590 wurde das Dorf als Czetlycze und 1608 als Zettelitz bezeichnet. Zu Beginn des 17. Jahrhunderts gehörte Sedlec zur Herrschaft Willomitz. Der Grundherr, Wilhelm Adalbert Duppauer von Tuppau († 1621), war 1618 einer der Teilnehmer des Prager Fenstersturzes und des Ständeaufstandes. Nach der Schlacht am Weißen Berg wurde er postum mit dem Verlust eines Drittels seiner Güter, darunter auch Cetlice, bestraft. Das Dorf wurde dann der Herrschaft Mašťov (Maschau) zugeschlagen. Während des Dreißigjährigen Krieges wurde Cetlice zerstört und erlosch.
Später wurde das Dorf wieder aufgebaut, jedoch nicht am alten Standort bei der Zettlitzer Mühle (Sedlecký mlýn), sondern 500 m nördlich davon auf der Anhöhe. Auch der alte Grafenweg verlor seine Bedeutung. 1787 umfasste Zetlitz bzw. Sedlitz 26 Anwesen, einen Meierhof und eine Mühle. Der nordöstlich von Zettlitz am Duba-Bach gelegene Große Teich bzw. Zettlitzer Teich (Sedlecký rybník) war der größte und fischreichste Teich der Herrschaft Maschau. Gabriela von Dietrichstein, geborene Wratislaw von Mitrowitz, die die Herrschaft Maschau 1838 gekauft hatte, veräußerte sie 1845 an Eugen Czernin von und zu Chudenitz. 
Im Jahre 1845 bestand das im Saazer Kreis gelegene Dorf Zettlitz, auch Cedlitz bzw. Sedlitz genannt, aus 31 Häusern mit 244 deutschsprachigen Einwohnern. Abseits lagen drei einschichtige herrschaftliche Meierhöfe – östlich der Neuhof oder Ernestihof (Arnoštov), südöstlich der Galtenhof (Jalový dvůr) mit einer Schäferei und südlich der Zettlitzer Hof (Sedlecký dvůr) – sowie die Zettlitzer Mühle. Der Große Teich war abgelassen und in Wiesenland umgewandelt. Gepfarrt war das Dorf nach Maschau. Bis zur Mitte des 19. Jahrhunderts blieb Zettlitz der Herrschaft Maschau untertänig.
Nach der Aufhebung der Patrimonialherrschaften bildete Zettlitz / Sedlec ab 1850 eine Gemeinde im Gerichtsbezirk Duppau. 1868 wurde Zettlitz zum Ortsteil der Gemeinde Turtsch im Bezirk Kaaden. Im Jahre 1869 bestand das Dorf aus 33 Häusern und hatte 205 Einwohner. Im Jahre 1900 hatte Zettlitz 180 Einwohner, 1910 waren es ebenso viele. Das gesamte Dorf bestand aus Bauernhöfen, auch die drei Handwerker – je ein Maurer, Schlosser und Dachdecker – besaßen Gehöfte. Mittelpunkt war der geräumige Dorfplatz mit Teich, an dessen Nord- und Südseite die mit Fachwerk gebauten Gehöfte standen. Einen Schwerpunkt bildete der Anbau von Obst, das größtenteils nach Karlsbad verkauft wurde. Auch der Feldbau – mit Ausnahme von Hopfen – war auf den fruchtbaren Böden ertragreich. In der Nähe des Dorfes gab es eine Bitterwasserquelle. Der Schulunterricht erfolgte in Turtsch. Nach dem Ersten Weltkrieg zerfiel der Vielvölkerstaat Österreich-Ungarn, das Dorf wurde 1918 Teil der neu gebildeten Tschechoslowakischen Republik. Beim Zensus von 1921 lebten in den 34 Häusern des Dorfes 200 Deutsche. 1923 löste sich Zettlitz wieder von Turtsch los und bildete eine eigene Gemeinde mit einer Katastralfläche von 770 ha, zu der die Einschichten Ernestihof, Galdehof, Zettlitzer Hof und Zettlitzer Mühle gehörten. 1930 lebten in den 36 Häusern von Zettlitz 190 Personen, davon drei Tschechen. 1934 wurde die Kapelle auf dem Dorfplatz errichtet. Nach dem Münchner Abkommen wurde Zettlitz im Oktober 1938 dem Deutschen Reich zugeschlagen und gehörte bis 1945 zum Landkreis Kaaden. 1939 hatte die Gemeinde 186 Einwohner. Nach dem Ende des Zweiten Weltkrieges kam Sedlec zur wiedererrichteten Tschechoslowakei zurück. Nach der Aussiedlung der meisten deutschen Bewohner wurde Sedlec mit Tschechen wiederbesiedelt. 1947 hatte das Dorf 64 Einwohner. Im Jahre 1950 lebten in den 36 Häusern von Sedlec 81 Personen. 
In der dritten Phase der Errichtung des Truppenübungsplatzes Hradiště wurde Sedlec zum 15. Mai 1954 erneut abgesiedelt. Nachfolgend erfolgte die Teilung des Katastralbezirkes Sedlec u Turče; der westliche Teil mit Sedlec, Sedlecký dvůr und Sedlecký mlýn wurde dem Militärgebiet zugeschlagen, der östliche Teil mit Arnoštov, Jalový dvůr und dem Mašťovský les (Marktbusch) als Sedlec u Radonic der Gemeinde Mašťov zugeordnet. Das Dorf Sedlec wurde vollständig abgebrochen und an der Nordseite des Dorfplatzes eine Zufahrt zum Truppenübungsplatz angelegt. 1976 erfolgte die Umgemeindung nach Radonice. Zwischen 1978 und 1983 wurde der bereits auf der Gemarkung Mašťov gelegene ehemalige Zettlitzer Teich als Bewässungsreservoir für die Felder um Račetice wieder aufgestaut. Am Nordufer des Teiches neben dem Damm ließ die JZD Nástup Račetice 1987 ein Teichwärterhaus errichten, das später noch um eine Fischerpension erweitert wurde. Beim Zensus von 2001 bestand Sedlec u Radonic aus einem Wohnhaus und hatte einen Einwohner. Seit Beginn des Jahres 2002 Sedlec u Radonic als Ortsteil von Radonice geführt. 2011 lebte in den zwei Häusern des Ortes wiederum nur eine Person. Sedlec u Radonic ist Teil des Naturparks Doupovská pahorkatina.
Die verbuschte Dorfstelle von Sedlec liegt unmittelbar hinter der Grenze des Truppenübungsplatzes; erhalten sind Grundmauern von Häusern sowie Reste von Kellern und Brunnen.

## Ortsgliederung
Zu Sedlec u Radonic gehören die Einschicht Arnoštov (Ernestihof) und die Wüstung Jalový dvůr (Galdehof). Der Ortsteil bildet einen Katastralbezirk.

## Naturschutz
- Naturreservat Sedlec, es umfasst den Teich Sedlec (Zettlitzer Teich) und die angrenzenden Feuchtgebiete mit einer Fläche von insgesamt 63,43 ha. Die Unterschutzstellung erfolgte 1996.

## Ehemalige Bauwerke
- Schutzengelkapelle, errichtet 1934 neben dem Dorfteich. Sie wurde nach 1954 zusammen mit dem Dorf zerstört.[5]